# Ferrovie reggiane

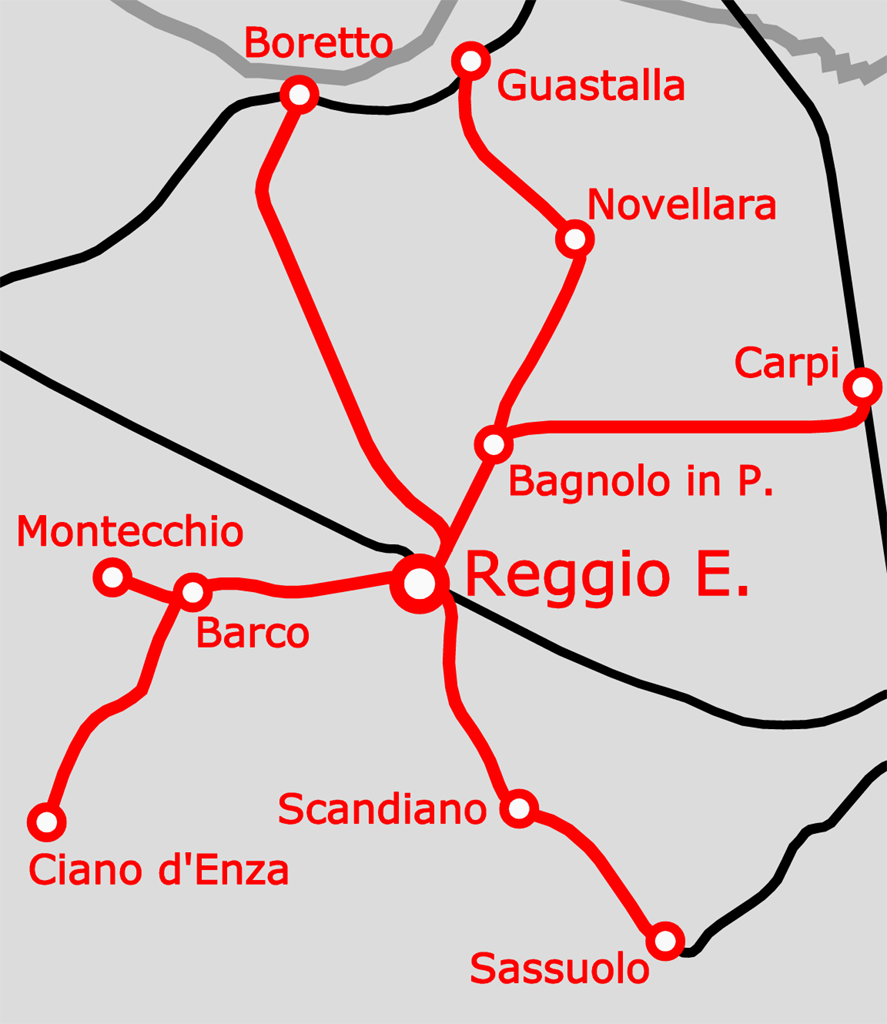
La rete delle ferrovie reggiane alla sua massima estensione (1950)

Le ferrovie reggiane sono un insieme di ferrovie concesse, in parte in esercizio e in parte dismesse, che collegano il capoluogo Reggio Emilia con i centri vicini.
Il servizio era operato inizialmente dal Consorzio Cooperativo Ferrovie Reggiane (CCFR) e successivamente dalla Azienda Consorziale Trasporti Reggio Emilia (ACT).
Dal 1º gennaio 2009, la gestione del servizio e dell'infrastruttura sono passati a Ferrovie Emilia Romagna (FER).
Dal 1º febbraio 2012, l'esercizio è passato in capo a TPER e, dal 1º gennaio 2020, a Trenitalia Tper. FER, invece, è tuttora il gestore dell'infrastruttura ferroviaria.

## Storia
Nel 1859, con l'apertura della linea Piacenza–Bologna, da più parti vennero promosse varie iniziative volte alla costruzione di linee di collegamento nelle province di Modena, Reggio Emilia e Parma.
Nel 1860, a Reggio Emilia, un comitato cittadino approntò un progetto per la realizzazione di una ferrovia che avrebbe dovuto collegare Reggio con Lucca con diramazione per La Spezia ma il progetto non andò a termine. La prima tratta ad essere realizzata fu la Reggio–Ventoso, frazione comunale di Scandiano, della linea per Sassuolo. Seguirono la Reggio–Guastalla con diramazione Bagnolo–Carpi e il prolungamento da Scandiano a Sassuolo. Tali linee furono gestite dalla Società Anonima per le Ferrovie di Reggio Emilia (SAFRE), azienda a capitale privato che ne ottenne la concessione.
Nel 1900 l'Amministrazione Provinciale propose la costruzione della Reggio–Ciano cercando di affidarne costruzione ed esercizio alla SAFRE, ma con la partecipazione delle cooperative ai lavori di costruzione.
La SAFRE rifiutò l'accordo così nel 1904 la costruzione e l'esercizio della Reggio–Ciano vennero affidati al Consorzio Cooperativo di Produzione e Lavoro, costituitosi con l'unione di ventisette cooperative. La Reggio - Ciano venne terminata nel 1910. Negli anni seguenti venne ripreso il progetto, i primi erano stati elaborati nella metà degli anni 1870, del prolungamento della Reggio-Ciano fino a Castelnuovo ne' Monti ed eventualmente fino ad Aulla, per collegarsi alla Pontremolese, fu sostenuto soprattutto da Meuccio Ruini, poi ebbe il sopravvento un progetto per unire Reggio Emilia a Vezzano (primo tratto) e a Casina (secondo tratto), con prolungamento per Castelnovo. Questi progetti non furono mai realizzati, per problemi di finanziamento e di difficoltà territoriale.
Nel 1922 si concesse alle province di Reggio e Modena la costruzione della linea ferroviaria Mirandola-Rolo-Novellara; ma il Governo aveva difficoltà nel concedere anche la linea Reggio-Boretto, e così nel settembre 1923 la provincia di Reggio rinunciò formalmente al tratto Rolo-Novellara, che prevedeva la costruzione di stazioni a Campagnola Emilia e Fabbrico fino a raccordarsi alla linea Verona-Mantova-Modena alla Stazione di Rolo, per poi proseguire verso Mirandola. 
La tratta Novellara-Rolo venne esclusa il 7 maggio 1925 per Decreto Reale, dopo che nel settembre 1923 la provincia di Reggio rinunciò formalmente.
Il progetto venne quindi ridotto al solo tratto della Ferrovia Rolo-Mirandola, che fu completato ma mai messo in funzione.
Nel 1936, il Consorzio, con la nuova denominazione di Consorzio Cooperativo Ferrovie Reggiane (CCFR), ottenne anche la gestione delle due linee della SAFRE, che frattanto era stata messa in liquidazione perché dissestata finanziariamente.
Nel 1955, vennero soppresse le linee Bagnolo in Piano–Carpi, Barco–Montecchio Emilia e Reggio Emilia–Boretto.

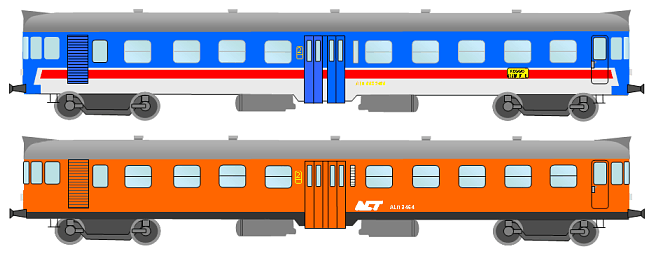
La ALn 668 della ACT in livrea azzurro-grigio e rosso (anni 1990) e arancio (anni 1980)

Nel 1975, Il Consorzio confluì infine nell'Azienda Consorziale Trasporti Reggio Emilia (ACT).
Fra il 1977 ed il 2000 prestarono servizio sulle linee sociali sei automotrici termiche acquistate usate dalle OHE - Osthannoversche Eisenbahnen (Ferrovia dell'est di Hannover). Classificate dall'ACT come ALn 2457-2462, esse furono tolte dal servizio in occasione dell'arrivo delle ALn 067-082 FIAT e cedute alla società tedesca Arbeitsgemeinschaft Verkehrsfreunde (associazione amici dei trasporti) AVL di Lüneburg, che ne curò il rientro in Germania.
Negli anni 2000 sul tratto Reggio–Bagnolo della linea Reggio–Guastalla furono compiuti ampi interventi di trasformazione in vista dell'istituzione di un servizio ferroviario metropolitano. L'attivazione dei servizi era subordinata al termine dei lavori relativi al nodo mediopadano dell'Alta Velocità, nonché ai risultati che sarebbero usciti dal processo di progettazione partecipata del Piano della Mobilità.
Dal 1º gennaio 2009 l'ACT cedette a FER, di cui è diventata azionista, la rete ferroviaria e la gestione del servizio.
Dal 1º febbraio 2012, l'esercizio è passato in capo a TPER e, dal 1º gennaio 2020, a Trenitalia Tper. FER, invece, è tuttora il gestore dell'infrastruttura ferroviaria.
Nei primi anni 2020 le linee reggiane sono state oggetto di lavori di elettrificazione. La ferrovia Reggio-Ciano è stata percorsa dal primo treno elettrico in corsa prova il 23 gennaio 2022, mentre il servizio commerciale dei primi treni a trazione elettrica è stato avviato il 1º aprile 2022. Nella stessa data si è svolta la prima corsa prova elettrica sulla ferrovia Reggio-Guastalla. Sono invece in corso i lavori per l'elettrificazione della Reggio-Sassuolo..

## Rete

### Linee in funzione
| Linea                      | Capilinea          | Capilinea       | Inaugurazione | Lunghezza | Binario | Trazione  | Note                                                              |
| -------------------------- | ------------------ | --------------- | ------------- | --------- | ------- | --------- | ----------------------------------------------------------------- |
| Reggio Emilia–Ciano d'Enza | Reggio Emilia      | Ciano d'Enza    | 1907-11       | 26,031 km | Singolo | Elettrica |                                                                   |
| Reggio Emilia–Guastalla    | Reggio San Lazzaro | Guastalla       | 1883-87       | 28,506 km | Singolo | Elettrica | Il prolungamento a Reggio San Lazzaro è stato inaugurato nel 2011 |
| Reggio Emilia–Sassuolo     | Reggio Emilia      | Sassuolo Radici | 1891-92       | 22,494 km | Singolo | Elettrica | Fino al 1891 era in funzione una diramazione per Ventoso          |

### Linee soppresse
| Linea                  | Capilinea        | Capilinea  | Inaugurazione | Soppressione | Estensione | Binario | Trazione | Note                                                                                 |
| ---------------------- | ---------------- | ---------- | ------------- | ------------ | ---------- | ------- | -------- | ------------------------------------------------------------------------------------ |
| Bagnolo in Piano–Carpi | Bagnolo in Piano | Carpi      | 1886-87       | 1955         | 18,753 km  | Singolo | Diesel   |                                                                                      |
| Barco–Montecchio       | Barco            | Montecchio | 1909          | 1955         | 3,665 km   | Singolo | Diesel   |                                                                                      |
| Reggio Emilia–Boretto  | Reggio Emilia    | Boretto    | 1927          | 1955         | 26,067 km  | Singolo | Diesel   | Percorso in comune con la ferrovia Reggio Emilia-Guastalla fino a Reggio Santa Croce |